# 11. etape af Tour de France 2007
Elvte etape af Tour de France 2007 blev kørt torsdag d. 19. juli og gik fra Marseille til Montpellier.
Ruten var 180 km. lang og var en flad etape med kun en enkelt kategori 4 stigning.
- Etape: 11
- Dato: 19. juli
- Længde: 182,5 km
- Danske resultater:

46. Michael Rasmussen + 0.0
- Gennemsnitshastighed: 48 km/t

## Sprint og bjergpasseringer

### 1. sprint (La Fare-les-Oliviers)
Efter 31,5 km
| Vinder | Daniele Bennati  | 6p, 6s |
| 2.     | Nick Nuyens      | 4p, 4s |
| 3.     | Pierrick Fedrigo | 2p, 2s |

### 2. sprint (Saint-Maximin-la-Sainte-Baume)
Efter 96,5 km
| Vinder | Xavier Florencio | 6p, 6s |
| 2.     | Fabian Wegmann   | 4p, 4s |
| 3.     | Philippe Gilbert | 2p, 2s |

### 1. bjerg (Côte de Calissanne)
4. kategori stigning efter 38 km
| Plads | Navn                | Point |
| ----- | ------------------- | ----- |
| 1.    | Kanstantsin Siutsou | 3     |
| 2.    | Pierrick Fedrigo    | 2     |
| 3.    | Nick Nuyens         | 1     |

## Resultatliste
|    | Navn              | Land       | Hold               | Tid        |
| -- | ----------------- | ---------- | ------------------ | ---------- |
| 1  | Robert Hunter     | Sydafrika  | Barloworld         | 3t 47' 50" |
| 2  | Fabian Cancellara | Schweiz    | CSC                | s.t.       |
| 3  | Murilo Fischer    | Brasilien  | Liquigas           | s.t.       |
| 4  | Filippo Pozzato   | Italien    | Liquigas           | s.t.       |
| 5  | Alessandro Ballan | Italien    | Lampre             | s.t.       |
| 6  | Paolo Bossoni     | Italien    | Lampre             | s.t.       |
| 7  | Claudio Corioni   | Italien    | Lampre             | s.t.       |
| 8  | Philippe Gilbert  | Belgien    | Française des Jeux | s.t.       |
| 9  | William Bonnet    | Frankrig   | Crédit Agricole    | s.t.       |
| 10 | Kim Kirchen       | Luxembourg | T-Mobile           | s.t.       |

## Udgående ryttere
- 063 Sylvain Calzati fra Ag2r Prévoyance udgik på etapen efter at have lidt med smerter i begge knæerne.
- 072 Igor Antón fra Euskaltel-Euskadi udgik på etapen på grund af skader efter et styrt på 10. etape.

## Diskvalifikationer
- 039 David Zabriskie fra CSC røg udenfor tidsgrænsen.